# باش‌هان (بتلیس)
باش‌هان (به ترکی استانبولی: Başhan) یک منطقهٔ مسکونی در ترکیه است که در بیتلیس واقع شده‌است. باش‌هان ۲۷۹ نفر جمعیت دارد.